# Manda (Tansania)
Manda (früher Wiedhafen) ist eine kleine Stadt im Südwesten von Tansania. Sie liegt im Distrikt Ludewa in der Region Njombe und hatte bei der Volkszählung 2012 rund 4300 Einwohner.

## Geografie
Manda liegt am Ostufer des Malawisees in einer Meereshöhe von 500 Meter, etwa 50 Meter über dem Seeufer. Die Mündungsbucht eines kleinen Flusses macht den Ort zu einem natürlichen Hafen. Die Regionshauptstadt Njombe ist knapp 200 Kilometer entfernt im Norden, nach Songea im Osten sind es rund 150 Kilometer.

## Geschichte
Zur Zeit der Deutschen Kolonialherrschaft wurde der Ort Wiedhafen genannt. Er war ein wichtiger Hafen der Deutschen am Nyassasee (früherer Name des Malawisees). Der Ort war weiterhin zu dieser Zeit Endpunkt der Kilwa-Wiedhafen-Bahn.

## Verkehr
- Hafen: Der Hafen von Manda gehört neben Liuli, Itungi, und Mbamba Bay zu den vier größten Häfen von Tansania am Malawisee.[4]
- Straße: Manda ist mit Njombe über die asphaltierte Nationalstraße T31 verbunden. Diese führt als Regionalstraße weiter nach Süden den Malawisee entlang.[5]